# Xanthopsie
La xanthopsie est un trouble de la vision qui donne une teinte jaune uniforme à tous les objets. 
Les causes les plus fréquentes de xanthopsie sont la cataracte, ainsi que la dégénérescence maculaire liée à l'âge (DMLA). 
Rarement, elle s'observe au cours de certains ictères et aussi à la suite d'une intoxication par la santonine ou d'une prise répétée d'absinthe.
Elle peut être un effet secondaire très rare de l'absorption de digitaline, beaucoup plus courant dans le cas de la prise de santonine